# جورج توبو الأول

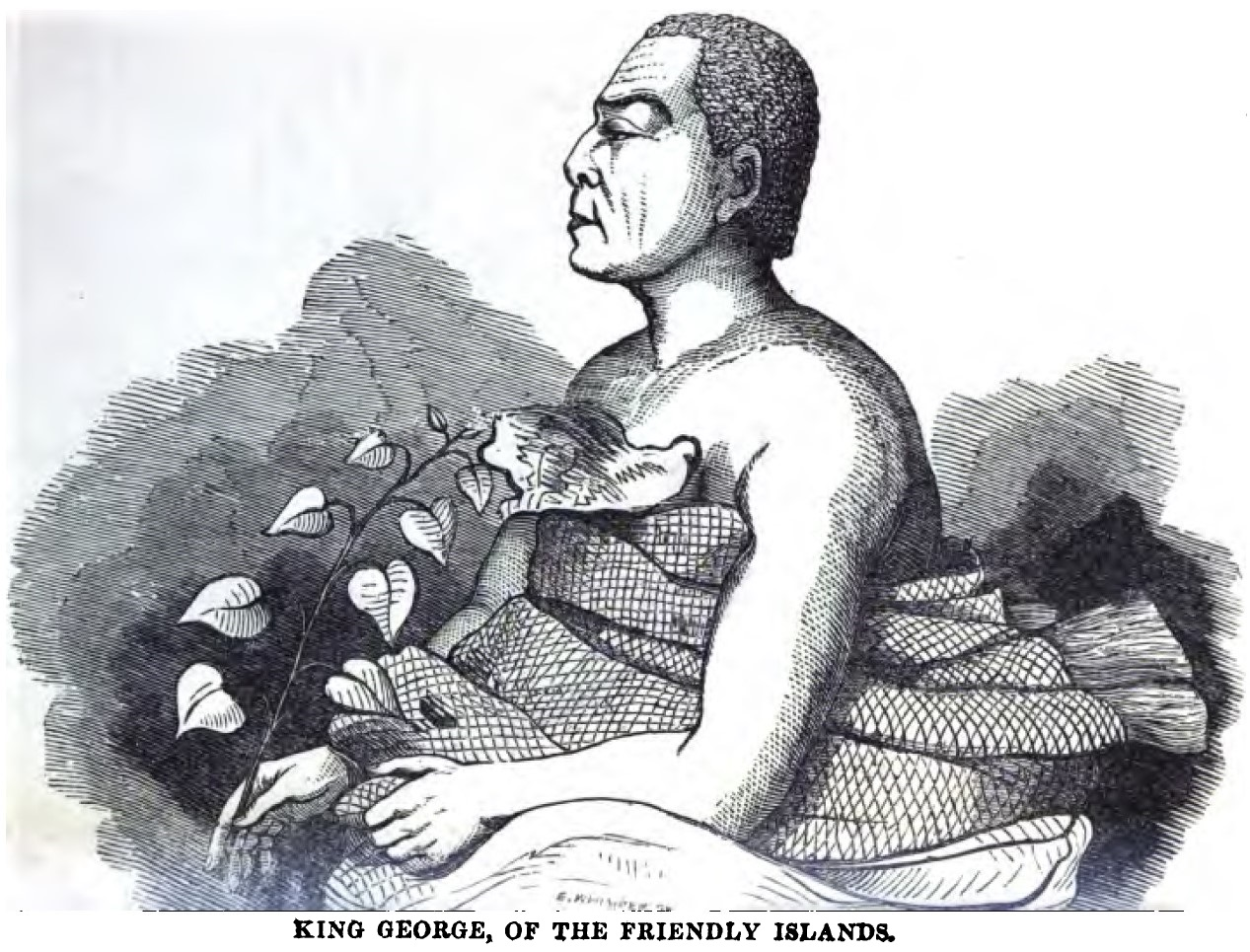
الملك جورج، ملك الجزر الصديقة (1852)

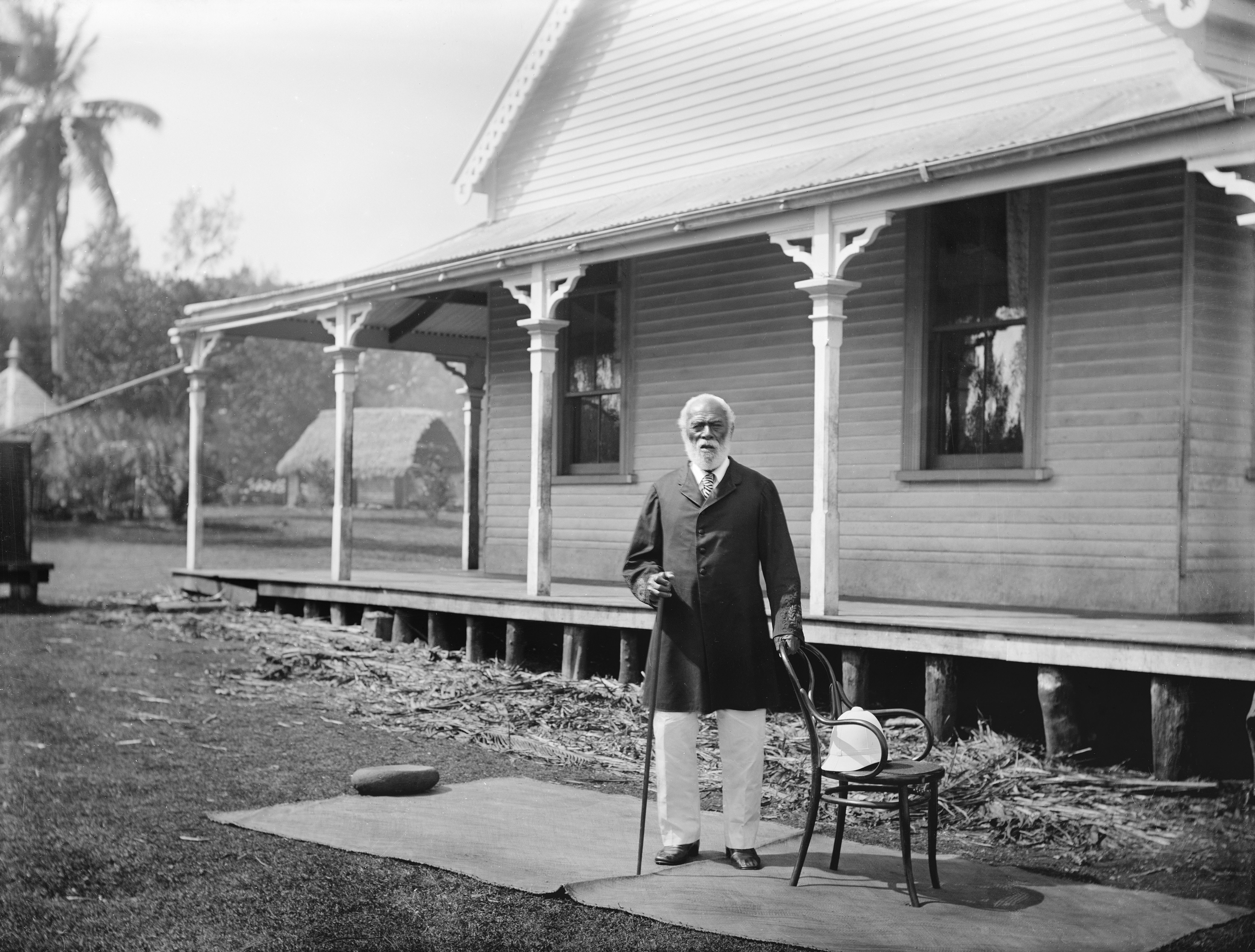
الملك في القصر في نيافو، 1884

جورج توبو الأول (4 ديسمبر 1797 - 18 فبراير 1893)، والمعروف في الأصل باسم تاوفاهاو الأول، كان أول ملك لتونغا الحديثة. لقد تبنى اسم سياوسي (الذي كان في الأصل جياوجي)، وهو المعادل التونغي لاسم جورج، نسبة إلى الملك جورج الثالث ملك المملكة المتحدة، كان لقبه عندما عُمّد في عام 1831 Lopa-ukamea (أو Lopa-ʻaione)، ويعني الكابل الحديدي.

### الوفاة
توفي في عام 1893 عن عمر يناهز 95 عامًا، بعد أن سبح في البحر بالقرب من قصره. دُفن في المقبرة الملكية الجديدة في مالا إيكولا ‏. كان أبناؤه قد توفوا قبله، ولذلك خلفه حفيده الأكبر جورج توبو الثاني ‏ مرتين؛ فهو ابن ابنة ( إليسيفا فوسيبالا تاوكيونيتوكو ‏ ) من ابنه ( توفيتا أونجا ‏ ) والابن ( سياوسي تويبيليهاكي ‏ ) من ابنته (سالوت بيلوليفو مافيليو). وهذا يجعله واحدًا من اثنين فقط من الملوك في التاريخ إلى جانب لويس الرابع عشر ملك فرنسا، المعروفين بأنهم خُلفوا من قبل أحفادهم الأكبر سنًا.

## روابط خارجية
- لاتوكيفو، س. (1975). الملك جورج توبو الأول ملك تونغا. نوكو ألوفا: لجنة تقاليد تونغا، 37 صفحة. أعيد طبعه من فصل في JW Davidson & Deryck Scarr (المحرران). (1970). صور جزر المحيط الهادئ. كانبيرا، مطبعة الجامعة الوطنية الأسترالية.(ردمك 978-0-7081-0166-7)النظام القياسي الدولي لترقيم الكتب 978-0-7081-0166-7.
- 'أنا. ف. هيلو؛ مقالات نقدية: وجهات نظر ثقافية من البحار الجنوبية؛ 1999

| منصب                                                                  | منصب                | منصب                 |
| --------------------------------------------------------------------- | ------------------- | -------------------- |
| First office created from the Tuʻi Kanokupolu and توي تونغا dynasties | ملك تونغا 1845–1893 | تبعه George Tupou II |